# Shanghailänder

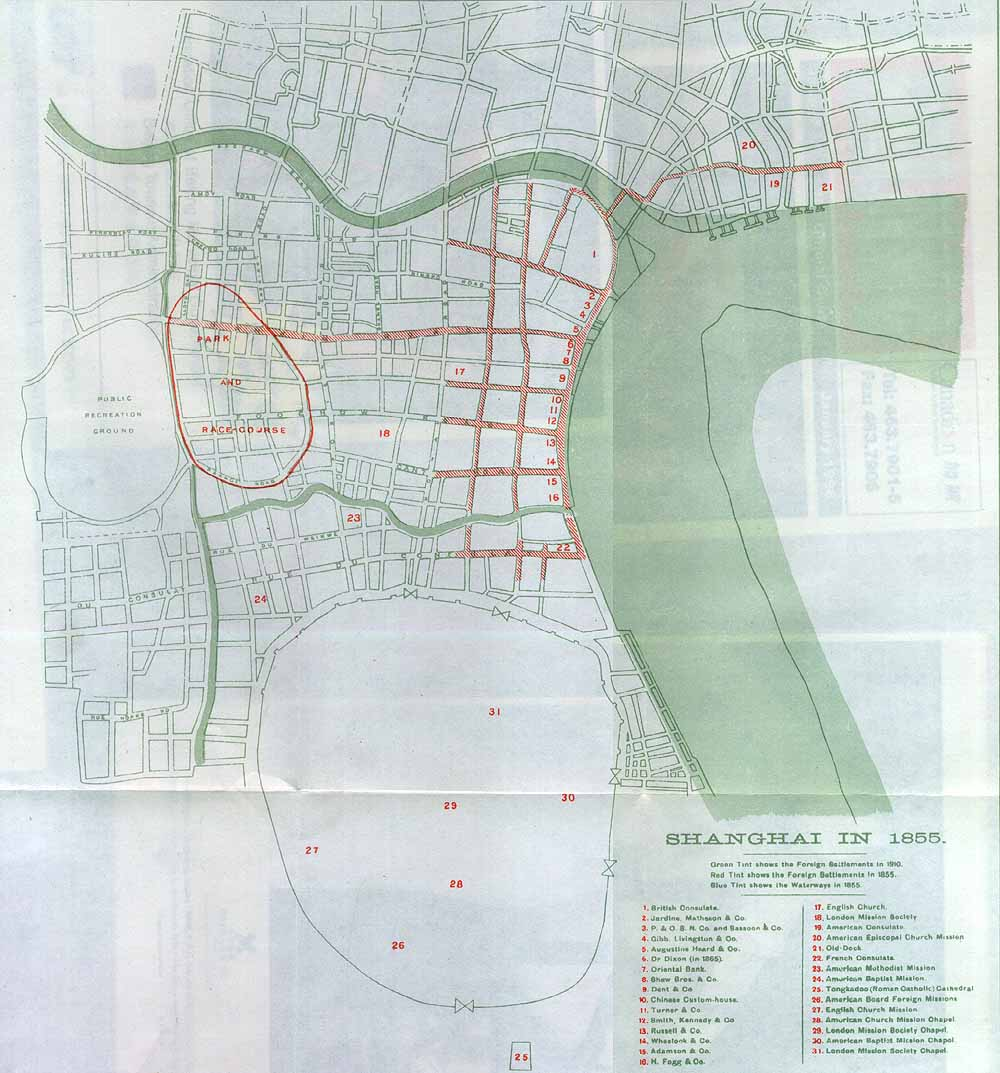
Landkarte der Konzessionen in Shanghai im Jahre 1855 (rot), überlagert (grün) mit der Straßenkarte aus 1910.

Shanghailänder, auf Englisch auch Shanghighlander (Kofferwort aus Shanghai und Highlander, engl.: „Hochlandbewohner“), nannten sich die meist aus westlichen Ländern stammenden ausländischen Bewohner Shanghais, die etwa von der Mitte des 19. Jahrhunderts bis etwa 1950 in exterritorialen Zonen lebten. Der chinesische Anteil der Bevölkerung wurde demgegenüber Shanghainesen genannt.

## International Settlement und die französische Konzession
Es gab zwei Zonen in Shanghai, das sogenannte International Settlement und die französische Konzession.
Die britische Konzession in Shanghai entstand 1847, die französische folgte 1849. Die Russen zeigten auch Fernost-Expansionsambitionen, Deutsche und Amerikaner begannen ab 1863 für das „Wirtschaftswunder“ in China Interesse zu zeigen. Im selben Jahr fusionierten die Briten ihre Niederlassung dann mit der neuen amerikanischen Zone zum „International Settlement“, welches über eine Fläche von 2,4 km2 verfügte. Die heimische und internationale Mittel- und Oberschicht hielt sich weitestgehend im „Elfenbeinturm“ der französischen, respektive internationalen Konzession der Stadt auf.

## Zusammensetzung der Shanghailänder
Die bagdadischen (oder auch sephardischen) Juden waren Nachfahren der ersten in Asien Handel treibenden Familien aus dem Ausland. Unter den neuen Shanghailändern galten die Sassoons als die Rothschilds des Fernen Ostens. Nach der Öffnung Chinas für den ausländischen Handel durch den Vertrag von Nanking 1842 brachte es die Familie mit David Sassoon (1793–1864), nicht zuletzt durch den Opiumhandel, zu großem Reichtum. Victor Sassoon (1881–1961) war vor allem im Geschäftsleben und als Baulöwe aktiv. Die Vernetzungen zu den ebenso einflussreichen jüdischen Gemeinden in Bombay, Hongkong oder Singapur sowie ihre ausgezeichneten Kontakte zu den in Shanghai tonangebenden Briten festigten ihren geschäftlichen Spitzenstatus im relativ neu erschlossenen Asienmarkt zusätzlich.
Daneben flüchteten die russischen (oder auch aschkenasischen) Juden mittels der transsibirischen Eisenbahn in Folge der russischen Pogrome (1905) in die Mandschurei. Von dort aus kamen dann rund 300 russische Juden nach Shanghai. Die russische  Revolution von 1917 war Anlass für die Emigration über 10.000 weiterer russischer Juden nach Harbin, von denen sich wiederum ein Teil westwärts nach Tianjin und Shanghai begab. Die Gesamtzahl der jüdischen Bevölkerung in Shanghai wuchs auf 2000 an. Sie betätigten sich als Händler, etwa im Bereich Import und Export von Wolle und Pelzen. Die aschkenasischen Juden, denen später auch die undankbare Aufgabe der Organisation bezüglich noch ins „Ghetto“ zu übersiedelnden Flüchtlingen zukam, stellten die größere, jedoch wirtschaftlich weitaus schwächere Gruppe dar.
Im Settlement lebten im Jahre 1930 971.397 registrierte Chinesen und 36.471 Ausländer, in der Konzession 434.885 Chinesen und 36.471 Ausländer. Shanghai war zu der Zeit mit 3,5 Millionen Einwohnern die fünftgrößte Stadt der Welt.

## Shanghai unter japanischer Kontrolle
Shanghai war eine geteilte Stadt unter chinesischer, japanischer, britischer, französischer und US-amerikanischer Besatzung. Ab 1941 übernahm während des  Zweiten Weltkrieges Japan vollständig die Kontrolle. Diese exterritorialen Zonen waren der einzige Ort, an dem Juden ohne Visum einreisen konnten. Deshalb bildete sich dort bald eine Gruppe von etwa 20.000 Juden, davon etwa 14.000 aus Deutschland und 3000 aus Österreich, die aus dem Machtbereich der Nationalsozialisten hatten fliehen können, jedoch nirgend sonst eine Zufluchtsstätte finden konnten. Sie lebten im Shanghaier Ghetto. Nach dem Ende des Zweiten Weltkrieges reisten die meisten wieder aus Shanghai aus. Die Mehrzahl der Überlebenden zog in die Vereinigten Staaten oder nach Israel.

## Wiedersehen der Shanghailänder
Im Herbst 1997 trafen sich ehemalige Shanghailänder zu einem Symposium des gemeinsamen Erinnerns in der Berliner Wannseevilla, an jenem Ort, wo am 20. Januar 1942 auf der sogenannten Wannseekonferenz die Ausrottung ihrer Familien beschlossen wurde. Unter den Teilnehmern waren Fred Freud, Günter Nobel, Egon Kornblum und Sonja Mühlberger.

## Personen mit shanghailändischen Wurzeln
- Michael Andreas Frischler[1]
- Clemens Jabloner
- Raoul Kneucker
- Michael Landau (Priester)
- Friedrich Schiff
- Gert Voss
- Francis Mankiewicz (geboren 1944 in Shangai, gestorben 1993 in Montreal), kanadischer Filmemacher mit deutschen Eltern

Nicht geglückt ist die Flucht nach Shanghai dem Schauspieler Fritz Spira.